# El Chocolate
Antonio de La Santísima Trinidad Núñez Montoya, conocido artísticamente como El Chocolate y como Antonio Núñez "Chocolate" fue un cantaor  flamenco andaluz, nacido el 4 de mayo de 1930 en Jerez de la Frontera y fallecido el 20 de julio de 2005 en Sevilla. Ha recibido un Grammy Latino, el Premio Ondas, el Giraldillo del Cante, el Premio Pastora Pavón y la Medalla de Andalucía.

## Biografía
El "Chocolate" nació el 4 de mayo de 1930 en Jerez de la Frontera. De padres gitanos, gaditanos y ambos cantaores no profesionales. El"Chocolate" se trasladó a Sevilla con seis años para vivir en el barrio de El Porvenir. Chocolate fue aficionado al cante desde la niñez, empezó a hacer sus primeras actuaciones en la calle y en tabernas como forma de poder ganar algún dinero. A finales de los años treinta, en Sevilla proliferaba el flamenco; destacándose La Alameda con sus bares y "reservados", que acogían a artistas y aficionados que escuchaban y discutían de Flamenco. Tomas y Pastora Pavón, Manuel Vallejo, Pepe Pinto, El Sevillano, Niño Gloria, Manolo Caracol, y otros muchos que forman parte de la historia del cante, eran habituales en aquellas reuniones de las que Antonio Núñez aprendió y fue conformando su estilo.
Su primera salida como artista profesional fue en el Teatro Zorrilla de Melilla, luego fue contratado por el Casino de la Exposición de Sevilla, donde cantaba diariamente. Después pasó al tablao  "El Corral de la Morería" en Madrid, donde compartía escenario con Antonio Montoya "El Farruco", abuelo de Farruquito y cuñado de Chocolate. A su regreso a Sevilla entró a formar parte de diferentes compañías con las que realizó actuaciones en Europa y América y como Japón.
A comienzo de los años 60 y con la aparición de los festivales flamencos, El Chocolate comenzó sus actuaciones como artista en solitario. En 1962 participó en la III Llave de Oro del Cante junto a Fosforito, Juan Varea y Antonio Mairena, quien resultaría ganador.  En 1965 Chocolate fue ganador del premio Pastora Pavón en el IV Concurso Nacional de Arte Flamenco de Córdoba. En 1968 ganó el primer premio en el VII Festival de Cante Jondo de Mairena. En 1969 recibió el premio Nacional de Cante por parte de la Cátedra de Flamencología de Jerez de la Frontera y en 1970 publicó un disco conjunto con Fosforito con el título de Cante Grande.
En 1985 realizó una gira por Estados Unidos y Europa junto a Farruco, Fernanda de Utrera, Pepe Habichuela, El Guito, Manuela Carrasco, Angelita Vargas y Adela la Chaqueta, con el espectáculo llamado "Flamenco Puro". El año siguiente participó en la IV Bienal de Flamenco de Sevilla, donde ganó por unanimidad el premio II Giraldillo del Cante.
En 1988 formó parte del concierto de clausura de la V Bienal de Flamenco de Sevilla, celebrado en el Teatro Lope de Vega.
En 1989 publicó el disco Los Duendes del Flamenco.
En 1992 actuó en ciclo Tribuna del Flamenco del Centro Cultural de la Villa, donde presentó el espectáculo Sonidos Negros. Igualmente ese año publicó un disco grabado en Francia, titulado Cante Flamenco. y formó parte del concierto de clausura de la VII Bienal de Flamenco de Sevilla, celebrado enTeatro de la Maestranza de Sevilla, junto a Farruco y Manuela Carrasco entre otros.
Chocolate formó parte de la Antología de la Soleá publicada por Emi/Odeon en 1993, un estilo en el que Chocolate ha destacado como uno de sus mejores intérpretes. En 1995 participó en la película Flamenco de Carlos Saura, donde interpreta una Soleá con el baile de El Farruco y Farruquito.
Participó en el VII Festival Flamenco de Caja Madrid en 1999, con el espectáculo Evocación a Fernando Terremoto, junto a Inés Bacán y Fernando Terremoto Hijo entre otros., también en 1999 ofreció una actuación en el 48 Festival Internacional de Música y Danza de Granada y recibió el Premio Nacional a la Maestría Flamenca de la Cátedra de Flamencología de Jerez.
En 2000 Formó parte del espectáculo Esplendor, celebrado en Los Reales Alcázares de Sevilla dentro la XI Bienal de Flamenco, junto a Mayte Martín y El Pele. El año siguiente participó junto a José Menese y José Mercé, en el homenaje a Fosforito realizado en el Concurso de Arte flamenco de Córdoba.
En 2001, se le concedió el Premio Ondas Especial del Jurado por su trayectoria en el mundo del flamenco "Como gran defensor de la pureza del flamenco y el cante gitano".
Con su disco "Mis Setenta Años con el Cante", Antonio Nuñez "Chocolate" recibió el Grammy Latino al Mejor Disco Flamenco, igualmente en 2002, participó en la XII Bienal de Flamenco con el espectáculo Jondura, junto a Manuel Agujetas, Fernando Terremoto y El Guito, ofrecido en los Reales Alcázares.
En 2003, El Chocolate recibió la Medalla de Andalucía por "su aportación al flamenco más clásico y su gran pureza cantora" y el Premio Compás del Cante en su XIX edición, con jurado presidido por Cristina Hoyos y que decidió con unanimidad.
Poco antes de su muerte, le fue concedida en 2005 la medalla de la ciudad de Sevilla, Antonio Nuñez "Chocolate" falleció de cancér en 2005, en su domicilio de Sevilla a los setenta y cinco años de edad.
Con la producción de Ricardo Pachón, en 2006 se publicó Cobre Viejo, un disco con sus últimas grabaciones.

## Estilo
Antonio Nuñez "Chocolate", ha sido una de las máximas figuras en el Cante Flamenco. Con un estilo enraizado y basado en la ortodoxia, bajo la denominación de la "pureza cantaora" y calificativos como "Los sonidos negros", que se aplicó de forma habitual a su cante por flamencologos y periodistas. Chocolate fue influenciado por los cantes de la Alameda que realizaban Tomas Pavón y Pastora Pavón "La Niña de Los Peines" entre otros, estilos que Antonio Nuñez enriqueció en gran medida con su aportación personal. Siendo un cantaor muy completo, Chocolate destacó especialmente por Soleá, Seguiriyas y Fandangos, estilos en los que ha sido uno de sus intérpretes más importantes.

## Premios
- Premio  Pastora Pavón, IV Concurso Nacional de Arte Flamenco de Córdoba, 1965.
- Distinción Honorífica Antonio Mairena, 1967.
- Primer Premio VII Festival de Cante Jondo de Mairena, 1968.
- Premio Nacional de Cante de la Cátedra de Flamencología de Jerez, 1969.
- Yunque de Oro de la Tertulia Flamenca de Radio Sevilla,1972.
- II Giraldillo del Cante, 1986.
- Trofeo Lucas López de Almería en 1991.
- Premio Nacional a la Maestría Flamenca de la Cátedra de Flamencología de Jerez, 1999.
- Taranto de Oro de la Ciudad de Almería, 1999.
- Premio Ondas por su carrera, 2001.
- XVII Palma de Plata Ciudad de Algeciras, 2001.
- Grammy Latino al Mejor Disco Flamenco, 2002.